# Wopfinger Baustoffindustrie
Die Wopfinger Baustoffindustrie GmbH ist ein Tochterunternehmen der Schmid Industrie Holding und österreichisches Familienunternehmen. Es wird bereits in der dritten Generation geführt und hat seinen Sitz im niederösterreichischen Wopfing.
Unter dem Markennamen Baumit produziert und vertreibt es (bis 2017 als Teil einer Unternehmensgruppe gemeinsam mit der Wietersdorfer Gruppe) mit etwa 400 Mitarbeitern Zement, Kalk, Trocken- und Fassadenputze sowie Estriche. Hiermit erwirtschaftete es im Jahre 2011 einen Umsatz von etwa 158 Millionen Euro.

## Geschichte

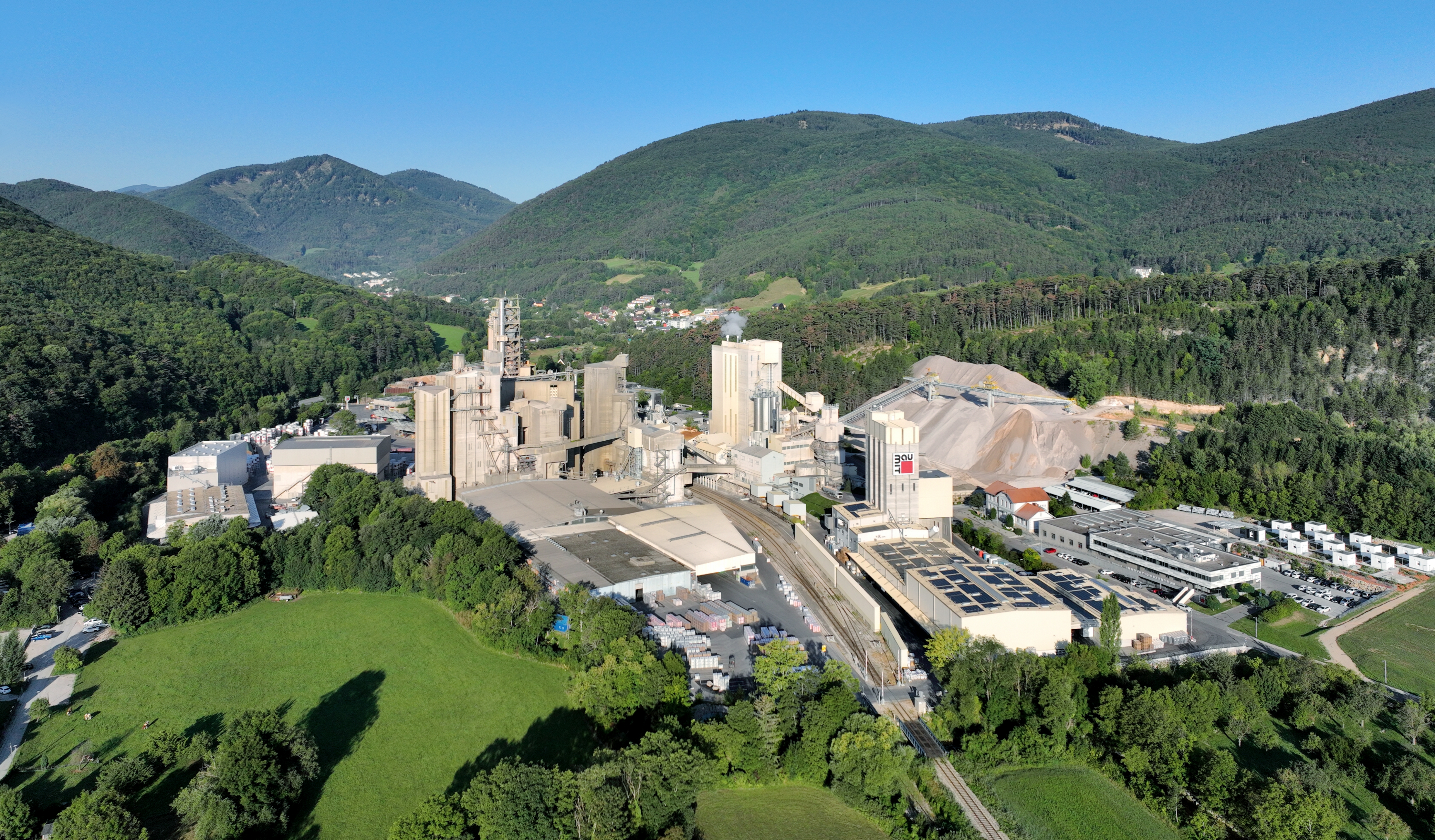
Zentrale und Lieferwerk in Wopfing

Das Unternehmen produziert seit 1911 im Piestingtal Kalk und ist heute der größte private Kalkproduzent in Österreich. Bereits seit 1960 wird im Steinbruch Waldegg Kalkstein abgebaut. Hier werden pro Jahr etwa 1,4 Millionen Tonnen des Baustoffes gewonnen. Seit den 1970er Jahren gehört das Unternehmen zu den größten Putzherstellern in Europa. Nachdem 1980 auch ein Zementwerk errichtet wurde, produziert man auch einen großen Teil des in Österreich benötigten Bedarfs. Das Unternehmen transportiert einen Teil seiner Fertigprodukte über die Gutensteinerbahn und ist damit ein Großkunde an dieser Bahnlinie, zu der seit 1914 ein Schleppbahnschluss existiert.
Im Jahr 1989 erhielt das Unternehmen die Staatliche Auszeichnung und darf seither das Bundeswappen im Geschäftsverkehr führen.
Anlässlich des 100-jährigen Bestehens wurde im Jahr 2011, dem Senior der Eigentümerfamilie Schmid, Friedrich Schmid das Silberne Komturkreuz des Ehrenzeichens für Verdienste um das Bundesland Niederösterreich verliehen.
Im Jahr 2017 wurde die Baustoff-Sparte der Wietersdorfer Gruppe mit Sitz in Kärnten, die 27 Unternehmen in 14 Ländern umfasst und 650 Mitarbeiter beschäftigt, übernommen. Dies umfasst auch die Markenrechte der Marken „Baumit“ und „Kema“.

## Maerzofen
In den 1950er Jahren wurde durch das Unternehmen der Maerzofen entwickelt, welcher die Verbrennungsgase aus der Produktion von Kalk für den Brennvorgang des Kalksteins nutzt und dadurch den Wirkungsgrad der Öfen um 15 % erhöhte, was zur Einsparung von Erdgas beitrug.